# Fishes of the World
Fishes of the World de Joseph S. Nelson (1937 - 2011) é uma referência padrão para sistemática de peixes . Agora em sua quinta edição (2016), o trabalho é uma visão abrangente da diversidade e classificação das mais de 30.000 espécies de peixes conhecidas pela ciência.
O livro começa com uma visão geral da ictiologia, embora não seja independente. Após uma breve seção sobre Chordata e táxons não-peixes, o trabalho lista todas as famílias de peixes conhecidas de forma sistemática. Cada família recebe pelo menos um parágrafo e geralmente um desenho de contorno corporal; famílias grandes têm subfamílias e tribos descritas também. Gêneros e espécies notáveis são mencionados, enquanto o livro geralmente não trata da diversidade em nível de espécie. As complexidades dos táxons superiores são descritas sucintamente, com muitas referências para pontos difíceis. O livro não envolve ilustrações coloridas.
A quarta edição foi a primeira a incorporar o amplo uso da análise de DNA, revisando muitas classificações anteriores.
A primeira edição apareceu em 1976, a segunda em 1984, a terceira em 1994 ( John Wiley & Sons ,ISBN 0-471-54713-1), o quarto em março de 2006 (ISBN 0-471-25031-7), e o quinto em abril de 2016 (ISBN 9781118342336).